# Пробуждение (Владимирская область)
Пробуждение — деревня в Муромском районе Владимирской области России, входит в состав Борисоглебского сельского поселения. 

## География
Деревня расположена в 13 км на северо-восток от центра поселения села Борисоглеб и в 27 км на север от Мурома.

## История
После Великой Отечественной войны деревня входила в состав Ожиговского сельсовета Фоминского района Владимирской области, с 1954 года — в составе Татаровского сельсовета, с 1959 года — в составе Муромского района, с 2005 года — в составе Борисоглебского сельского поселения. 

## Население
| 2002 | 2010 | 2021 |
| ---- | ---- | ---- |
| 10   | ↗18  | ↘9   |